# Heinrich Brost
Heinrich "Hanke" Brost, född 16 december 1899, död 16 februari 1960, var en svensk fotbollsspelare.
Brost representerade IFK Malmö mellan 1917 och 1932, och spelade tre A-landskamper för Sverige mellan 1921 och 1928. Hans yngre bror, Torsten Brost, var också fotbollsspelare i IFK Malmö.